# Cordulegaster diadema
Cordulegaster diadema е вид насекомо от семейство Cordulegastridae.

## Разпространение
Видът е разпространен в Гватемала, Коста Рика, Мексико (Веракрус, Дуранго, Мексико, Мичоакан, Морелос и Сонора) и САЩ (Аризона, Ню Мексико и Юта).